# Groupe des cinq d'Abe
 (octobre 2024).
Groupe des cinq d'Abe (japonais: 阿部派五人衆) est le nom donné à cinq personnalités clés du Seiwa Seisaku Kenkyūkai (faction Abe) après la mort de Shinzō Abe en juillet 2022.
Ces cinq membres, Hirokazu Matsuno, Yasutoshi Nishimura, Kōichi Hagiuda, Tsuyoshi Takagi, et Hiroshige Sekō, ont été désignés par Yoshirō Mori comme des dirigeants centraux potentiels de la faction,,. Le 1er février 2024, la faction Abe a tenu sa dernière réunion avant sa dissolution.

## Membres des cinq
| Nom                 | Date de naissance | Lieu de naissance | Première élection | Nombre de mandats                        | Postes gouvernementaux | Postes dans le parti                                              |
| ------------------- | ----------------- | ----------------- | ----------------- | ---------------------------------------- | --- | ----------------------------------------------------------------- |
| Hirokazu Matsuno    | 13 septembre 1962 | Kisarazu          | 2000              | 8 mandats à la Chambre des représentants | 85e et 86e Secrétaire général du Cabinet 21e Ministre de l'Éducation, de la Culture, des Sports, des Sciences et de la Technologie |                                                                   |
| Yasutoshi Nishimura | 15 octobre 1962   | Akashi            | 2003              | 7 mandats à la Chambre des représentants | 29e Ministre de l'Économie, du Commerce et de l'Industrie 24e Ministre d'État à la politique économique et budgétaire              |                                                                   |
| Kōichi Hagiuda      | 31 août 1963      | Hachiōji          | 2003              | 6 mandats à la Chambre des représentants | 27e et 28e Ministre de l'Économie, du Commerce et de l'Industrie 25e et 26e Ministre de l'Éducation                                | 61e Président du Conseil de recherche politique du PLD            |
| Tsuyoshi Takagi     | 16 janvier 1956   | Tsuruga           | 2000              | 8 mandats à la Chambre des représentants | 5e Ministre de la Reconstruction                                                                                                   | 58e Président de la Commission des affaires parlementaires du PLD |
| Hiroshige Sekō      | 9 novembre 1962   | Osaka             | 1998              | 5 mandats à la Chambre des conseillers   | 22e et 23e Ministre de l'Économie, du Commerce et de l'Industrie                                                                   | Secrétaire général du PLD au Chambre des conseillers              |